# Rørvig Mølle
Rørvig Mølle er en vindmølle af typen  jordstående hollandsk vindmølle, opført i 1842. Vingerne er sejlførende, ca. 18 meter lange, og møllen krøjes manuelt. Møllen var indtil 1907 beklædt med tagpap, men dette materiale blev erstattet med spån.
I år 1717 nævner Skattebøgerne tre Rørvig-møller. Disse møller var usædvanlige, en mellemting mellem stubmøllerne og de hollandske vindmøller. Undermøllen var lerklinet og overmøllen ottekantet som de hollandske møller. Den ene lå på en bakke syd for Rørvig, og her blev der i 1842 opført en ny, større mølle, den nuværende Rørvig Mølle. Mølleren, Niels Pedersen, opkøbte også de to andre møller og nedlagde dem for at undgå konkurrence. Hans søn og senere sønnesøn videreførte driften, indtil den blev indstillet i 1924. Allerede i 1928 blev møllen opkøbt af en lokal forening med henblik på bevarelse, hvilket er årsagen til, at Rørvig Mølle har bevaret mange af de originale dele og et næsten intakt maskineri. Møllen er bygningsfredet og holdes åben for publikum en gang om året.